# NGC 4318
NGC 4318 في الفهرس العام الجديد، هي مجرة، تقع في كوكبة الهلبة. اكتشفت بواسطة ويليام هيرشل.

## روابط خارجية
- NGC 4318 على موقع ويكي سكاي: DSS2, SDSS, GALEX, IRAS, Hydrogen α, X-Ray, Astrophoto, Sky Map, Articles and images